# コマツヨイグサ
コマツヨイグサ（小待宵草、学名: Oenothera laciniata）は、アカバナ科マツヨイグサ属の越年草または多年草。北米原産で、日本では帰化植物の一つ。

## 名称
和名は、マツヨイグサ属の中では花が小さいことに由来する。日本では、『博物標本目録』（1914年）や『日本植物総覧』（1925年）に Oenothera sinuata L. 、久内清孝『帰化植物』（1950年）に Oenothera laciniata として記載され、渡来時期は明治末期から大正初期みられるが、はっきりとしない。日本で急に増えたのは昭和期に入ってからで、淺井康宏は特に花が大きい型（変種）である ver. grandiflora にオオバナコマツヨイグサと命名している。
中国名は、裂葉月見草。

## 分布
北アメリカ原産。
アジアやアフリカに帰化植物として移入分布する。日本では本州（関東以西）・四国・九州に広く定着しているほか、北海道でも稀に確認される。
空き地や道端など、様々な場所に生育する。

## 特徴
二年草。草丈は20 - 60センチメートル (cm) 。茎はよく枝が分かれ、斜めに立ち上がって、立った毛が多い。匍匐性（茎や枝が地面をはうように伸びる性質）がある。
花期は初夏。花は径2 - 3 cm、子房下位。花弁は4個で、横径は1 cm前後、色は淡黄色で萎れると赤く変化する。萼の下部は長さ2 cmの筒形になり、淡緑色で、萼片が4個ある。子房は円柱形で、果時においては長さ1.8 - 2.5 cmになる。果実は先の方が太く、浅い4本の溝があり、斜めに立つ毛が多い。種子は長さ1.2ミリメートル (mm) ほどで、滑らかで角張らない。

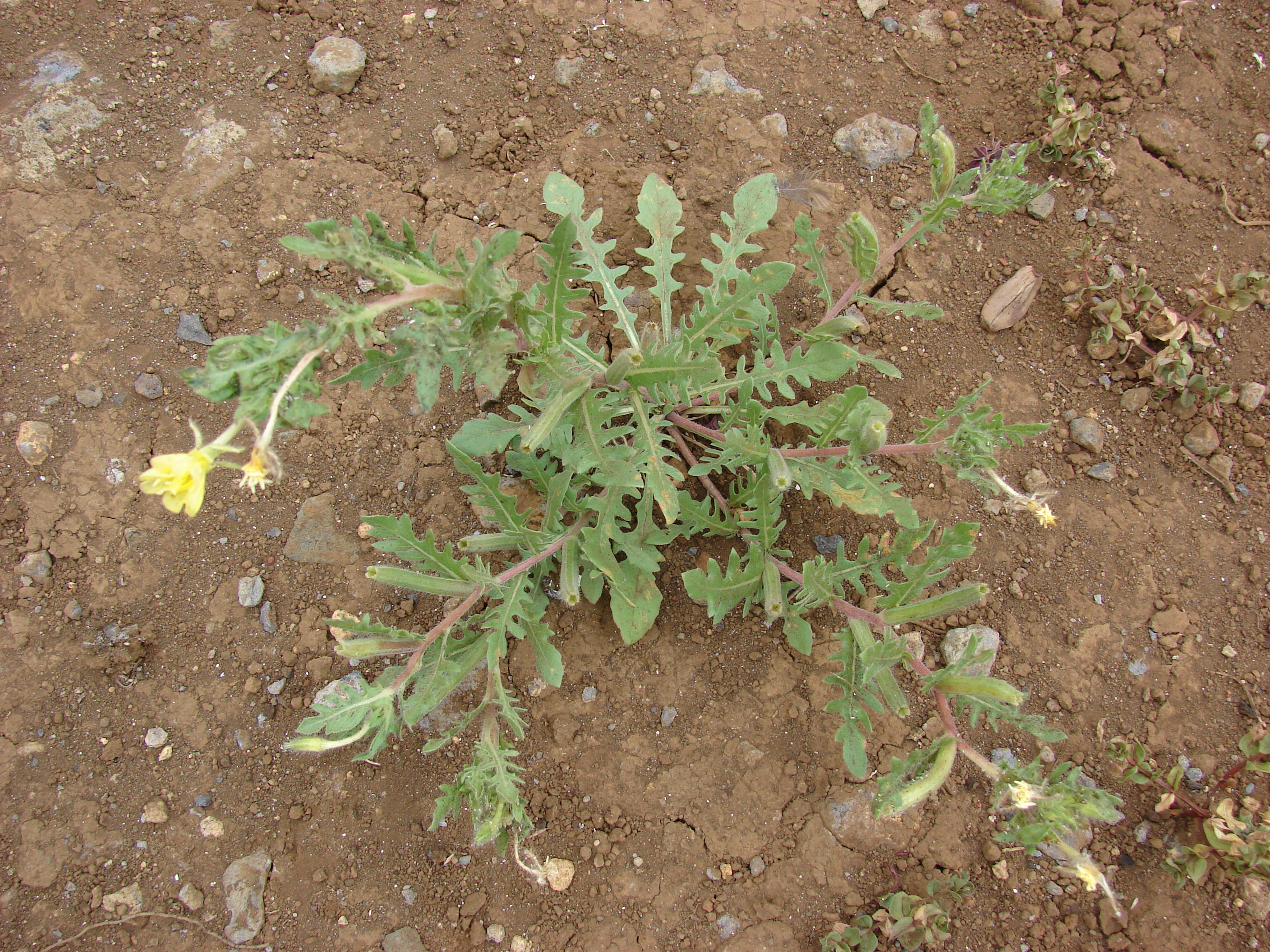
葉は切れ込む
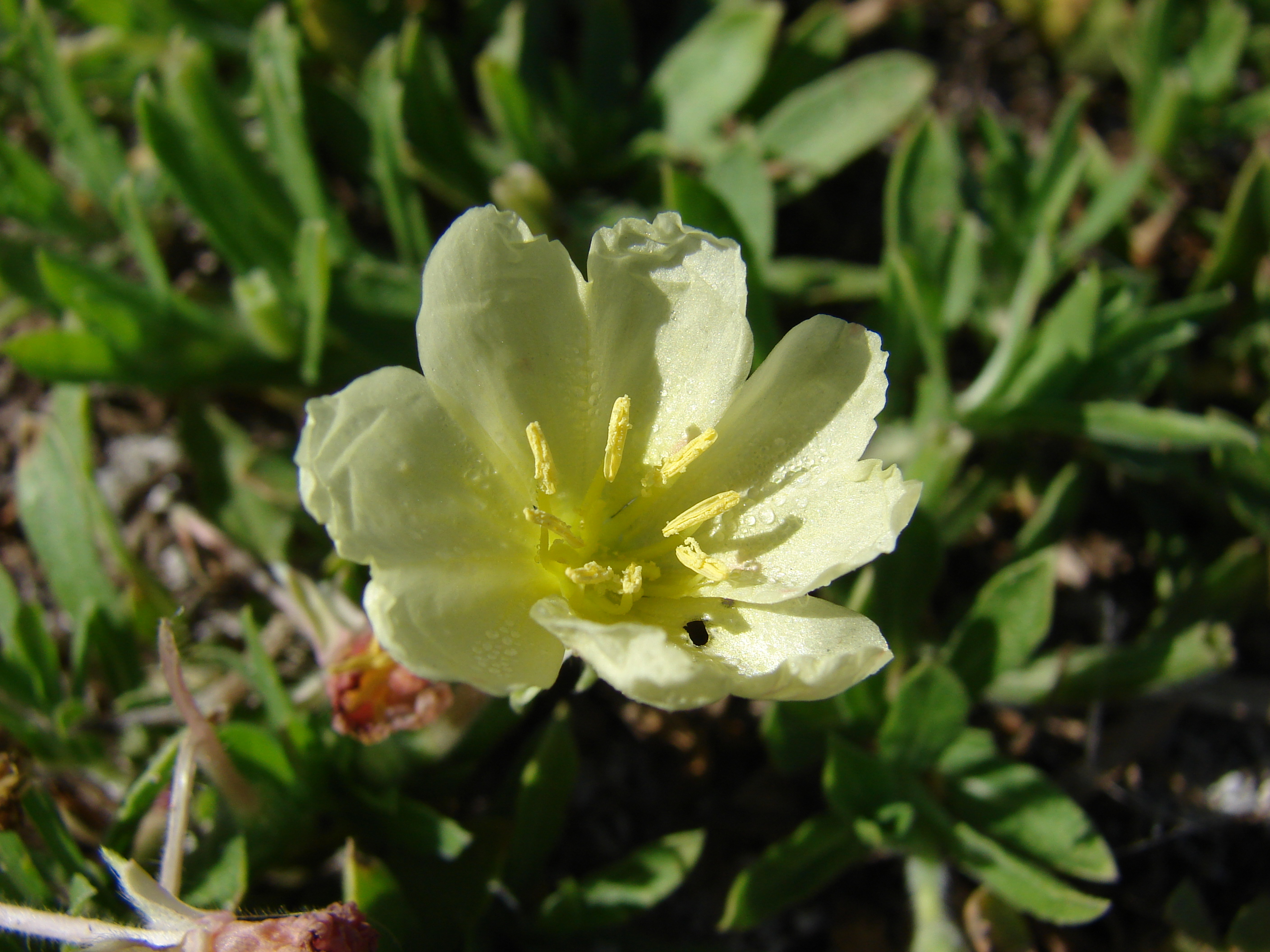
花は黄色
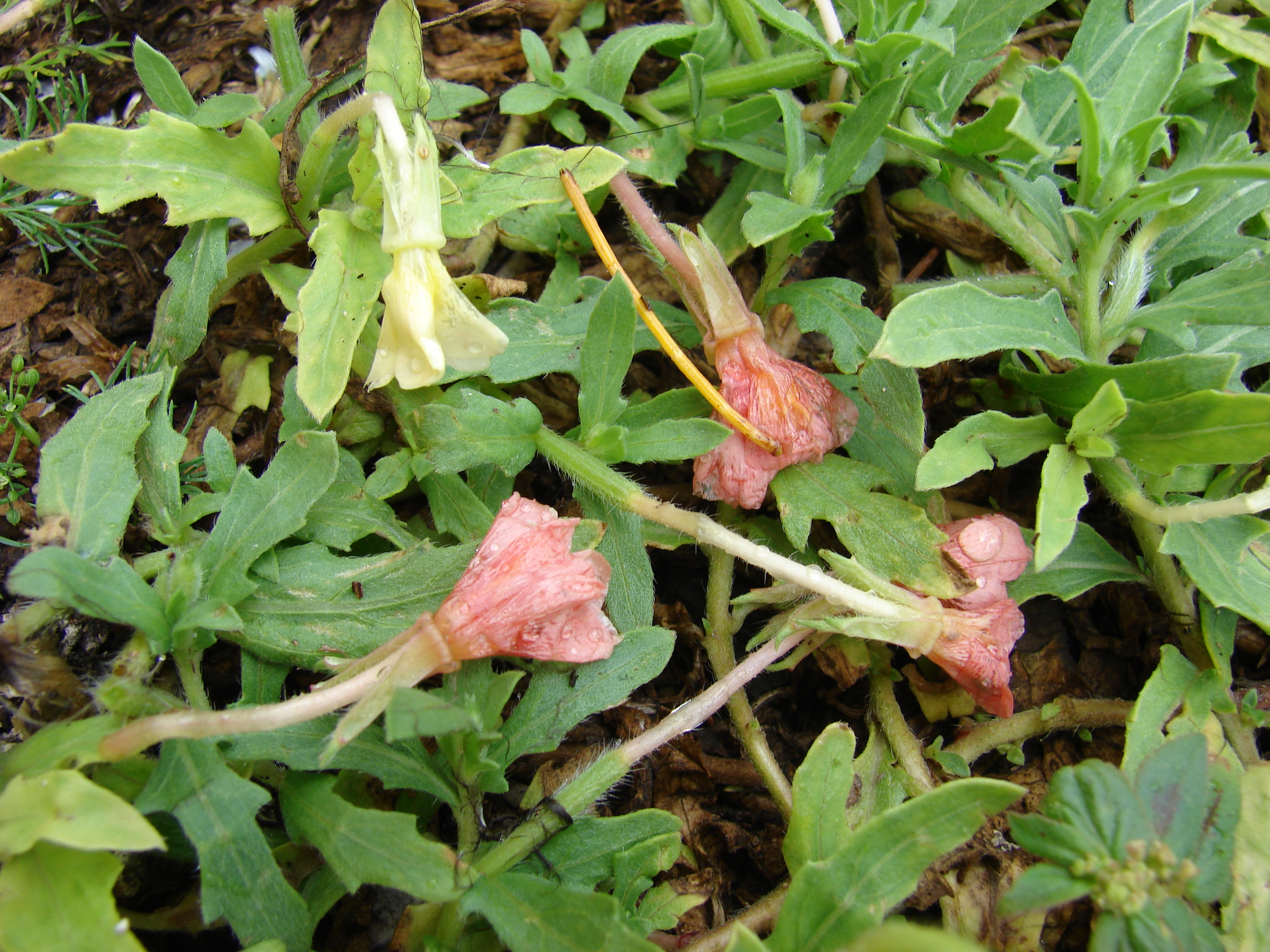
しぼんだ花は赤くなる

## 外来種問題
日本では1910年代に初めて確認された。
鳥取砂丘を緑化し、また在来種と競合し、在来種の数を大きく減らし、生態系を崩すことから外来生物法により要注意外来生物に指定されている。現在、各地で駆除が実施されていて、効率的な駆除方法が検討されている。